# Pēterburgas Avīzes
Pēterburgas avīzes (in damaliger Schreibweise Peterburgas awises, Petersburger Nachrichten) war eine lettische Zeitschrift in den Jahren 1862 bis 1865, herausgegeben in Sankt Petersburg und Organ der Jungletten.

## Geschichte
Schrifttum in lettischer Sprache, insbesondere Periodika, gab es anfangs nur von deutschen Autoren und Redakteuren. Seit 1856 gab es als erste von lettischen Redakteuren herausgegebene Zeitschrift das Wochenblatt Mahjas weesis (Mājas viesis, Der Hausgast). Der Dorpater studentische Kreis der Jungletten machte sich dieses Organ zunutze, erkannte aber, dass kritische Stimmen besser aus der russischen Hauptstadt St. Petersburg veröffentlicht würden. Krišjānis Valdemārs gelang es dank seiner guten Verbindungen zum Großfürsten Konstantin, dem Bruder des Zaren Alexander des II. die Erlaubnis zur Gründung einer lettischen Zeitschrift zu erhalten. Am 26. Juli 1862 erschien die erste Ausgabe der Peterburgas awises.
Herausgeber waren Krišjānis Valdemārs und Juris Alunāns. Alunāns fiel bald durch Krankheit aus und wurde vertreten durch Krišjānis Barons. Unter den Redakteuren waren Indriķis Alunāns, Krišjānis Barons, Jēkabs Zvaigznīte, Ernests Dinsbergs, Kaspars Biezbārdis und Bernhards Dīriķis. Krišjānis Valdemārs war gleichzeitig als Zensor tätig. Das verschaffte der Zeitschrift eine gewisse Unabhängigkeit von den livländischen und kurländischen Autoritäten. Ab Nummer 17 wurde allerdings Wilhelm von Lieven aus Riga zum Zensor bestellt. In der Folge wurden die Nummern 5 bis 10 des Jahrgangs 1863 verboten.
Die Holzschnitt-Illustrationen von Augusts Daugulis trugen mit zur Popularität der Zeitschrift bei. Die satirische Beilage Dzirkstele (Funken) hieß ab Nr. 11 Zobugals (Spötter). Besonders diese satirischen Beiträge waren Ursache von Eingriffen der Zensur.
Ab Oktober 1863 leitete Krišjānis Barons die Redaktion bis zur letzten Nummer im Juni 1865. In dieser Zeit duldete die Zensur nicht mehr die satirische Beilage. Die Ursachen für das Ende der Zeitschrift werden unterschiedlich beurteilt. Tobien bezweifelt den Einfluss der Zensur und gibt finanzielle Gründe im Zusammenhang mit dem Scheitern des Kolonisationsprojekts von Krišjānis Valdemārs an.

## Peterburgas awises, zweite Folge
Pēterburgas avīzes (Petersburger Nachrichten) war eine in St. Petersburg erscheinende liberal-demokratische lettische Zeitschrift. Sie wurde in den Jahren 1901 bis 1906 als Nachfolger der ersten Folge veröffentlicht.
Herausgeber war Oskars Rāviņš, der Ratssekretär des Sankt Petersburger Elektrotechnischen Instituts. Redakteur war Vilis Olavs. Beiträge lieferten unter anderen Rūdolfs Blaumanis, Andrievs Niedra und Jānis Ansbergs. Nach der Einstellung im Revolutionsjahr 1905 wurde sie noch für kurze Zeit im Jahr 1906 wiederbelebt mitsamt der Beilage Purva mala (Sumpfrand); Leiter der Redaktion war der spätere Diplomat Kārlis Ducmanis.